# Stokkholmbleika
Stokkholmbleika est une île norvégienne du comté de Hordaland appartenant administrativement à Austevoll.

## Description
Rocheuse et pratiquement désertique, elle s'étend sur environ 146 m de longueur pour une largeur approximative de 116 m. 